# لويس غريزارد
لويس غريزارد (بالإنجليزية: Lewis Grizzard)‏ (و. 1946 – 1994 م) هو صحفي أمريكي، توفي في أتلانتا، جورجيا، عن عمر يناهز 48 عاماً.

## التعليم
تعلم في جامعة جورجيا.

## روابط خارجية
- لويس غريزارد على موقع ميوزك برينز (الإنجليزية)